# Слейн

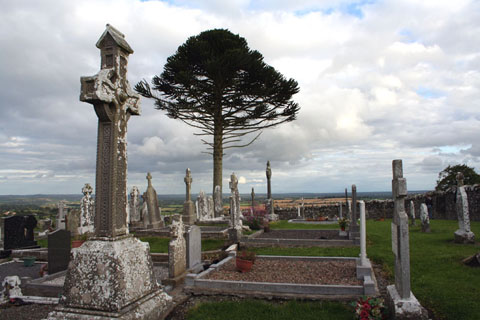

Слейн (англ. Slane; ирл. Baile Shláine) — (переписной) посёлок в Ирландии, находится в графстве Мит (провинция Ленстер).

## Демография
Население — 1099 человек (по переписи 2006 года). В 2002 году население составляло 823 человек.
Данные переписи 2006 года:
| Общие демографические показатели |               |                               |                               |      |      |
| Всё население                    | Всё население | Изменения населения 2002—2006 | Изменения населения 2002—2006 | 2006 | 2006 |
| 2002                             | 2006          | чел.                          | %                             | муж. | жен. |
| 823                              | 1099          | 276                           | 33,5                          | 578  | 521  |

В нижеприводимых таблицах сумма всех ответов (столбец «сумма»), как правило, меньше общего населения населённого пункта (столбец «2006»).
| Религия (Тема 2 — 5 : Число людей по религиям, 2006) |             |                |             |            |       |      |
| Католики, чел.                                       | Католики, % | Другая религия | Без религии | не указано | сумма | 2006 |
| 1003                                                 | 91,3        | 51             | 34          | 11         | 1099  | 1099 |

| Этно-расовый состав (Этничность. Тема 2 — 3 : Постоянное население по этническому или культурному происхождению, 2006) |            |              |       |        |        |            |       |       |
| Белые ирландцы | Лухт-шулта | Другие белые | Негры | Азиаты | Другие | Не указано | сумма | 2006  |
| 941 | 1          | 82           | 0     | 8      | 5      | 12         | 1049  | 1099  |
| Доля от всех отвечавших на вопрос, %                                                                                   |            |              |       |        |        |            |       |       |
| 89,7 | 0,1        | 7,8          | 0,0   | 0,8    | 0,5    | 1,1        | 100   | 95,51 |

1 — доля отвечавших на вопрос о языке от всего населения.
| Владение ирландским языком (Тема 3 — 1 : Число людей от 3 лет и старше по способности говорить по-ирландски, 2006) |      |            |       |       |
| Владеете ли Вы ирландским языком?                                                                                  |      |            |       |       |
| Да | Нет  | Не указано | сумма | 2006  |
| 359 | 670  | 15         | 1044  | 1099  |
| Доля от всех отвечавших на вопрос о языке, %                                                                       |      |            |       |       |
| 34,4 | 64,2 | 1,4        | 100   | 95,01 |

1 — доля отвечавших на вопрос о языке от всего населения.
| Использование ирландского языка (Тема 3 — 2 : Говорящие по-ирландски от 3 лет и старше по частоте использования ирландского языка, 2006) |                                                            |                                               |                                               |                                               |                                               |                                               |       |                                     |      |
| Как часто и где Вы говорите по-ирландски?                                                                                                |                                                            |                                               |                                               |                                               |                                               |                                               |       |                                     |      |
| ежедневно, только в образовательных учреждениях                                                                                          | ежедневно, как в образовательных учреждениях, так и вне их | в других местах (вне образовательной системы) | в других местах (вне образовательной системы) | в других местах (вне образовательной системы) | в других местах (вне образовательной системы) | в других местах (вне образовательной системы) | сумма | всего, отвечавших на вопрос о языке | 2006 |
| ежедневно, только в образовательных учреждениях                                                                                          | ежедневно, как в образовательных учреждениях, так и вне их | ежедневно                                     | каждую неделю                                 | реже                                          | никогда                                       | не указано                                    | сумма | всего, отвечавших на вопрос о языке | 2006 |
| 103 | 4                                                          | 8                                             | 12                                            | 98                                            | 129                                           | 5                                             | 359   | 1044                                | 1099 |
| Доля от всех отвечавших на вопрос о языке, %                                                                                             |                                                            |                                               |                                               |                                               |                                               |                                               |       |                                     |      |
| 9,9 | 0,4                                                        | 0,8                                           | 1,1                                           | 9,4                                           | 12,4                                          | 0,5                                           | 34,4  | 100                                 |      |

| Типы частных жилищ (Тема 6 — 1(a) : Число частных домовладений по типу размещения, 2006) |          |         |                 |            |       |      |
| Отдельный дом                                                                            | Квартира | Комната | Переносные дома | не указано | сумма | 2006 |
| 310                                                                                      | 37       | 0       | 0               | 8          | 355   | 1099 |

## Замок Слейн

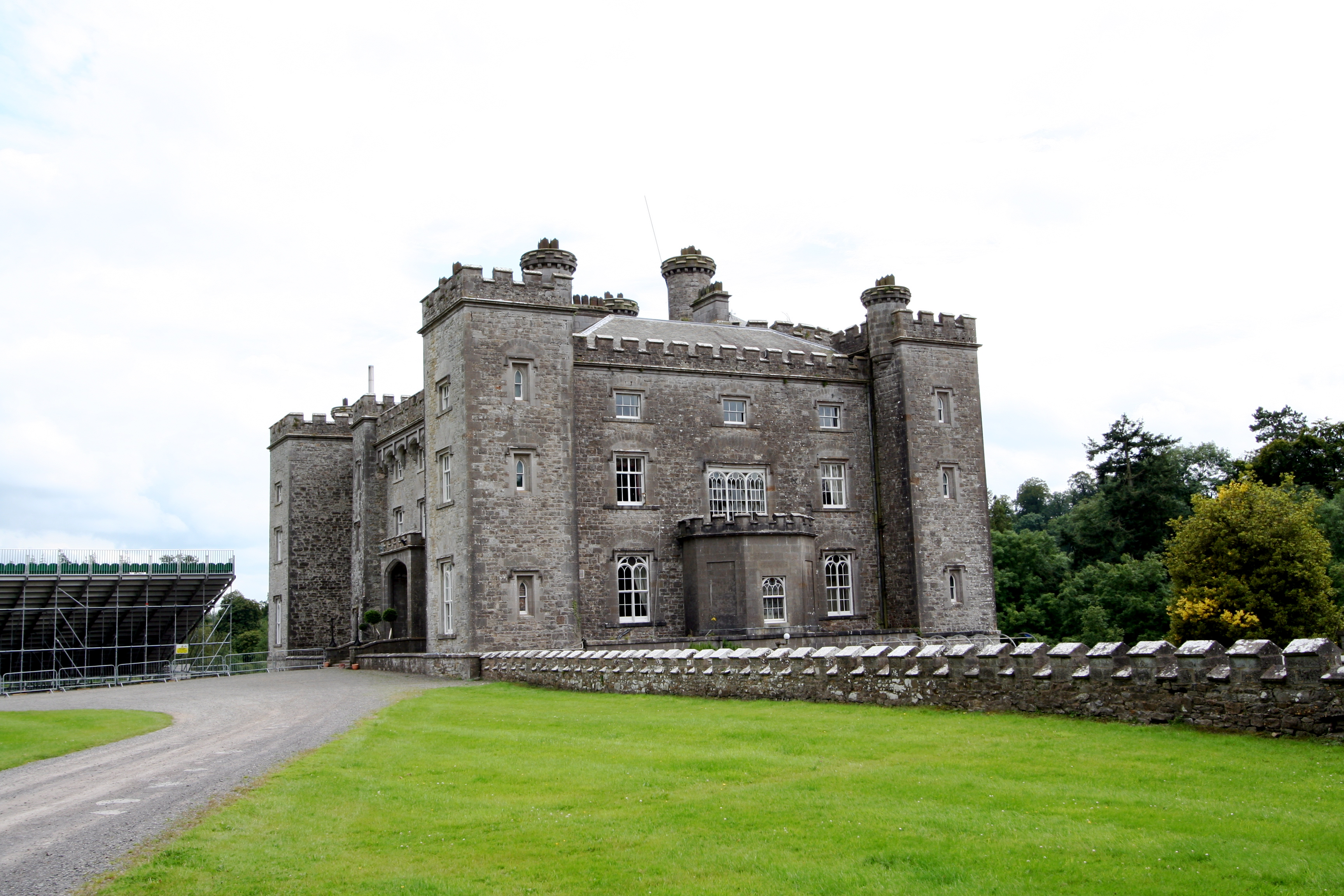
Замок Слейн

В долине реки Бойн примерно в 1 км от центра посёлка вверх по течению расположен замок Слейн. С 1981 года на территории замка проводятся рок-концерты.

## Гэльский футбол
Согласно летописям, в 1712 году здесь прошёл матч по гэльскому футболу между командами графств Мит и Лаут. Матч был примечателен тем, что его провели вопреки закону, который запрещал по воскресеньям работать и заниматься хоть какими-то видами развлечений и активного отдыха (под это попадали и все разновидности футбола).